# Schoenus maschalinus
Schoenus maschalinus är en halvgräsart som beskrevs av Johann Jakob Roemer och Schult.. Schoenus maschalinus ingår i släktet axagssläktet, och familjen halvgräs. Inga underarter finns listade i Catalogue of Life.